# Croydon Airport

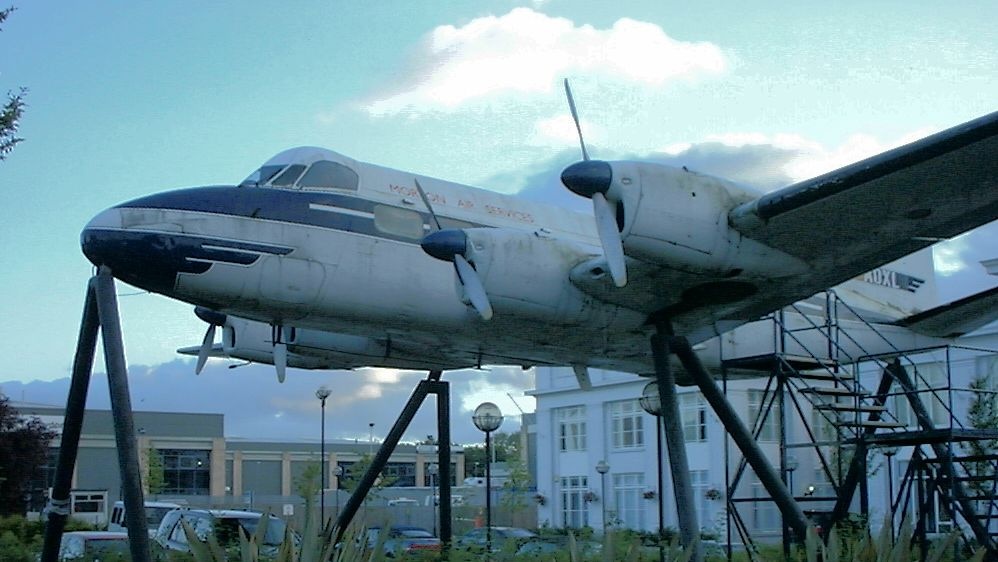
de Havilland Heron uppställd utanför den nedlagda flygplatsen.

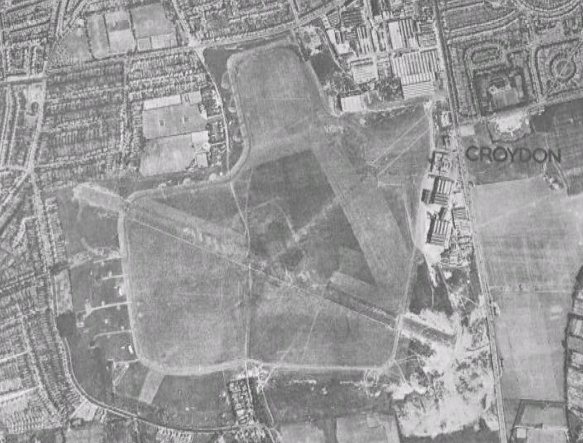
Croydon Airport år 1945.

Croydon Airport (ICAO: EGCR) var en brittisk flygplats i Croydon i mellan åren 1920–1959. Området där flygplatsen låg ingår sedan 1965 i Greater London.
Innan Heathrow- och Gatwick-flygplatserna byggdes, var Croydon Airport Londons internationella flygplats. Flygfältet öppnades för trafik 29 mars 1920 med flygningar till Amsterdam, Paris och Rotterdam.  
Ett flertal flygbolag opererade från Croydon. Instone Aircraft Transport, Travel Ltd och Handley Page, som 1924 bildade flygbolaget Imperial Airways Ltd,  använde Croydon som bas. 
Postlinjer gick från Croydon till många platser i England och övriga Europa. 1929 öppnades en postlinje till Indien, som 1934 förlängdes till Australien.
Några dagar före andra världskrigets utbrott 1939 stängdes flygplatsen för civil flygtrafik. Istället fick flygplatsen en stor roll i som bas för jaktflyget under slaget om Storbritannien. 15 augusti 1940 utsattes flygfältet för ett av de första tyska bombanfallen i Londonområdet. Brittiska NSF:s fabriksanläggningar totalförstördes och 6 flygsoldater tillsammans med 60 civila dödades. 
1944 blev flygplatsen bas för RAF Transport Command och en del civila flygplanstyper blev åter synliga. I februari 1946 återlämnades flygfältet helt till de civila myndigheterna. 
Eftersom flygtrafiken ökade och flygplanen blev större bestämdes det 1952 att flygfältet skulle läggas ner. Den sista reguljära flygningen skedde 30 september 1959; samma dag stängdes flygplatsen.
Den svenska högerledaren Arvid Lindman omkom i en olycka vid flygplatsen 1936. 

## Stadsdel
Större delen av flygfältet är idag bebyggd. På den västra delen av området finns ett bostadsområde medan området runt hangarerna och terminalbyggnaderna används för småindustri. 
Många av de nya gatorna i området fick namn med anknytning till flygplatsen. Där finns gatunamn som Mollison Drive, Lindbergh Road, Olley Close, Brabazon Avenue, Imperial Way, Lysander Road, Horatius Way och Hannibal Way.

## Flygpionjärer
Många flygpionjärer genom åren har anknytning till Croydon:
- Alan Cobham, som 1925–1926 flög från Croydon till Kapstaden.
- Charles Lindbergh, som besökte flygfältet 1927 i samband med soloflygningen över Atlanten.
- Bert Hinkler, som 1928 genomförde den första flygningen till Darwin i Australien.
- Mary, Lady Heath, första pilot som genomförde soloflygning från Kapstaden till Croydon.
- Charles Kingsford-Smith, som 1929 slog Bert Hinklers tid på australienflygningen .
- Amy Johnson, den första kvinna som 1930 flög sträckan Croydon - Australien med en De Havilland Gypsy Moth.
- Juan de la Cierva, död 1936 i en olycka på flygning från Croydon till Amsterdam med en DC-2 från KLM.